# UNIVAC LARC

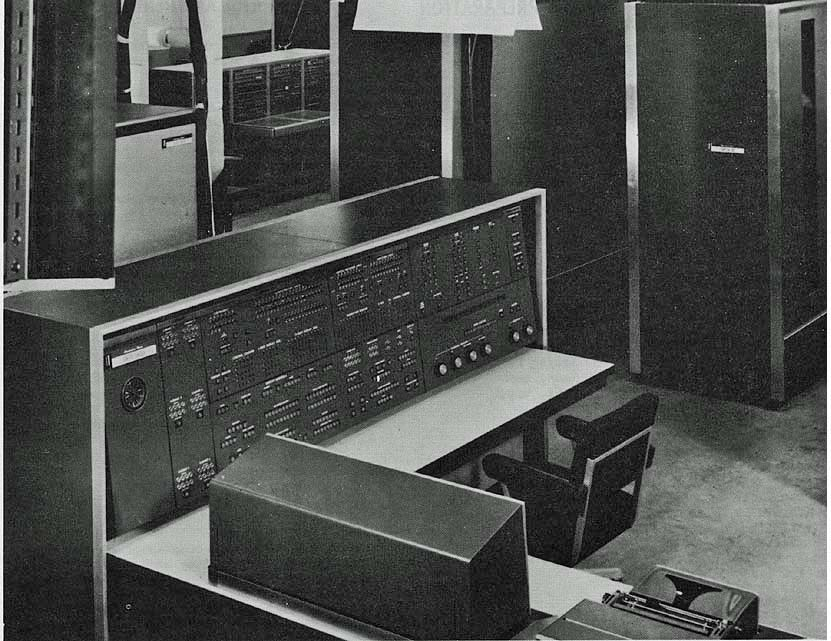
UNIVAC LARC у Ліверморській національній лабораторії

UNIVAC LARC (скор. англ. Livermore Advanced Research Computer, або англ. Livermore Automatic Reaction Calculator, також англ. Livermore Atomic Research Computer) — перша спроба підрозділу UNIVAC компанії Remington Rand створити суперкомп'ютер. Він був задуманий як мультипроцесор з двома ЦП (які називалися комп'ютерами) та однією системою введення-виводу, яка називалася процесор.

## Історія створення
У травні 1955 року Remington Rand отримала замовлення від Ліверморської лабораторії на створення транзисторного комп'ютера після участі у тендері, де її суперником виступала компанія IBM. Заявка лабораторії вимагала створити комп'ютер із обчислювальною потужністю 1~2 MIPS за 2—3 роки та з бюджетом у 2,5 мільйона доларів США.
Представники IBM вирішили запропонувати Ліверморській лабораторії інший, більш дорогий, але більш досконалий комп'ютер, який багато разів перевершував те, що було потрібно в заявці. Лабораторія відмовилася від пропозиції IBM і надала перевагу компанії Remington Rand. IBM, дізнавшись про те, що Лос-Аламоська лабораторія теж подумує про замовлення суперкомп'ютера, відразу запропонувала свої послуги і створила комп'ютер IBM 7030 Stretch, що був встановлений в Лоc-Аламосі в 1961 році.
На момент початку контракту у 1955 році Remington Rand об'єдналася з компанією Sperry та утворила нову компанію під назвою Sperry-Rand. Під час обговорення специфікації з боку Ліверморської лабораторії у переговорах активну участь брав начальник обчислювального відділу Лабораторії Сідні Фернбач.
Директором проекту був призначений Герман Лукофф, архітектура комп'ютера була розроблена Артуром Гехрінгом та Альбертом Тоніком , електрична частина — Джошем Грейєм за допомогою Лукоффа, Білла Вінтера та Ллойда Стоуна.
Перший LARC був поставлений до Ліверморської лабораторії із запізненням на три роки, з перевитратою бюджету в декілька разів та фінансовим збитком для UNIVAC/Remington-Rand. Наприклад, для боротьби з паразитними шумами, що виникали при скиданні паразитних струмів із шин на корпус, весь корпус та місця контактів шин із корпусів було вирішено покрити золотом, а контакти на самому шасі — сріблом. LARC був побудований на базі поверхнево-бар'єрних транзисторів, які вийшли з використання до того моменту, коли машина була завершена. Проте продуктивність LARC відповідала заявці Лабораторії.
У січні 1960 року LARC було розібрано та відправлено у 18 вантажівках у компанії з цілою командою інженерів через всю Америку з Філадельфії до Каліфорнії до Ліверморської лабораторії. Складання комп'ютера на місці почалося в березні 1960 року і закінчилося в червні 1960 року, після чого комп'ютер ще рік тестувався та приймався.
Було побудовано лише два екземпляри комп'ютера LARC: перший був поставлений Ліверморській національній лабораторії у червні 1960 року, а другий — лабораторії David Taylor Model Basin ВМФ США.
Обидві машини мали тільки один комп'ютер, тож жоден з двох екземплярів не був практично мультипроцесором.
Для свого часу LARC був дуже швидкою машиною. Додавання виконувалося за 4 мікросекунди, множення — за 8 мікросекунд, розподіл — за 28 мікросекунд. Це був найшвидший комп'ютер у період 1960—1961 років, поки на ринку не з'явився комп'ютер IBM 7030 Stretch.
LARC пропрацював у Ліверморській лабораторії та David Taylor Model Basin приблизно до 1968—1969 року.

## Опис
LARC був десятковою машиною з 48-бітною довжиною слова. Він використовував двійково-десяткову арифметику, де кожні чотири біти відводилися під одну цифру, допускаючи максимум 11-значне число зі знаком. Розмір інструкції становив 48 біт, тобто одне слово. Кожна цифра в машині мала один контрольний біт для відстеження помилок, це означало, що кожне слово займало 60 біт (48 біт і 12 біт парності). Базова конфігурація мала 26 регістрів загального призначення, і за бажання можна було їх розширити до 99 регістрів загального призначення. Регістри загального призначення мали час доступу до 1 мікросекунди.
LARC важив близько 115000 фунтів (52 тони).
Базова конфігурація мала один комп'ютер, до цієї конфігурації можна було додати другий комп'ютер і перетворити машину на мультипроцесор.
Процесор являв собою окремий ЦП з набором інструкцій, що відрізняється від комп'ютера, який керував доступом до 12—24 магнітних барабанів, 4—44 пристрої запису на магнітну стрічку UNISERVO II, двом записуючим пристроям Electronic Page Recorder (EPR), що дозволяли виводити текст і графіки на 35 мм фотоплівку, 1—2 високошвидкісних принтерів та високошвидкісного зчитувача перфокарт.
Як оперативна пам'ять (ОП) в LARC використовувалася пам'ять на магнітних осердях, сформована в банки пам'яті по 2500 слів у кожному. У кожній шафі зберігалося чотири банки пам'яті. У базовій конфігурації було 8 банків пам'яті (дві шафи), тобто ОП обсягом 20 000 слів. ОП можна було розширити до 39 банків (десять шаф з одним порожнім банком), тобто до обсягу 97 500 машинних слів. ОП мало біт парності на кожну цифру, тож кожне слово у пам'яті займало 60 біт. Час доступу до ОП становив 8 мікросекунд, а час циклу — 4 мікросекунди. При вмілому розподілі даних по банкам пам'яті можна було досягти постійного часу доступу в 4 мікросекунди за будь-якого запиту даних (наприклад, якщо інструкції програми розташовані в одному банку, а дані в іншому).

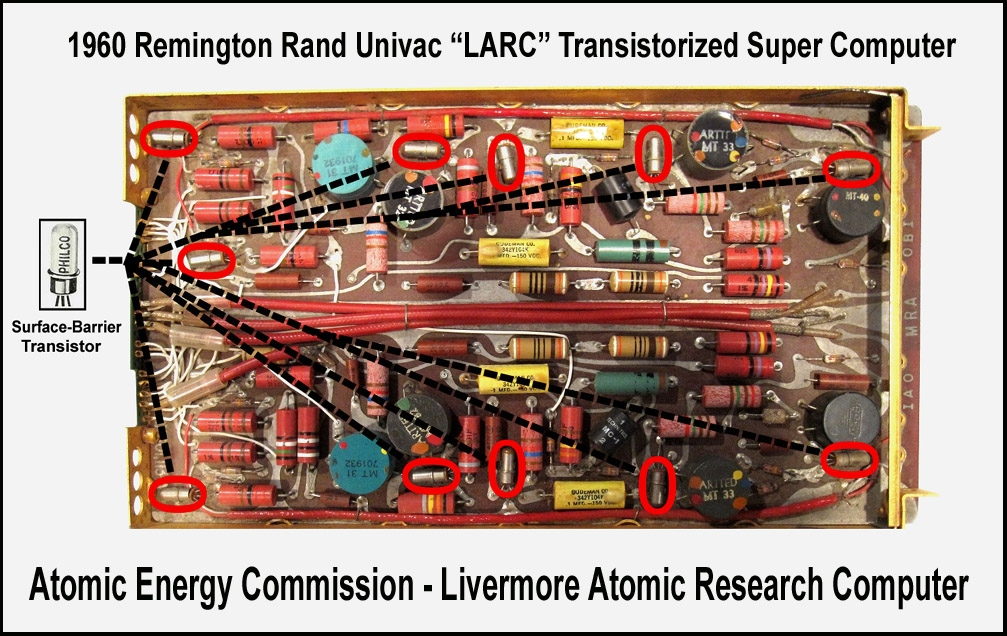
Друкована плата комп'ютера LARC

Шина передачі даних, що з'єднувала два комп'ютери та процесор з ОП, підтримувала мультиплексування для досягнення більшої пропускної спроможності; кожен 4-мікросекундний цикл шини передачі ділився на вісім п'ятисотнаносекундних відрізків:
- процесор — інструкції та дані;
- комп'ютер 1 — інструкція;
- комп'ютер 2 — дані;
- I/O DMA синхронізатор — дані;
- не використовувався;
- комп'ютер 2 — інструкції;
- комп'ютер 1 — дані;
- I/O DMA синхронізатор — дані.

## Однозначний цифровий код LARC
У базовому п'ятибітовому біквінарному коді UNIVAC-LARC допускається 15 комбінацій, будь-яка з яких може бути збережена в будь-якій позиції цифри в пам'яті.
| БІТОВІ ПОЗИЦІЇ 5 4 3 2 1 | Символ         |
| ------------------------ | -------------- |
| 1 1 1 0 0                | \ (ігнорувати) |
| 0 0 1 0 0                | ^ (пробіл)     |
| 0 0 0 1 0                | - (мінус)      |
| 1 0 0 0 0                | 0              |
| 0 0 0 0 1                | 1              |
| 1 0 0 1 1                | 2              |
| 0 0 1 1 1                | 3              |
| 1 0 1 1 0                | 4              |
| 0 1 0 0 0                | 5              |
| 1 1 0 0 1                | 6              |
| 0 1 0 1 1                | 7              |
| 1 1 1 1 1                | 8              |
| 0 1 1 1 0                | 9              |
| 1 1 0 1 0                | . (точка)      |
| 1 0 1 0 1                | + (плюс)       |